# Hundertwasser-Kindertagesstätte

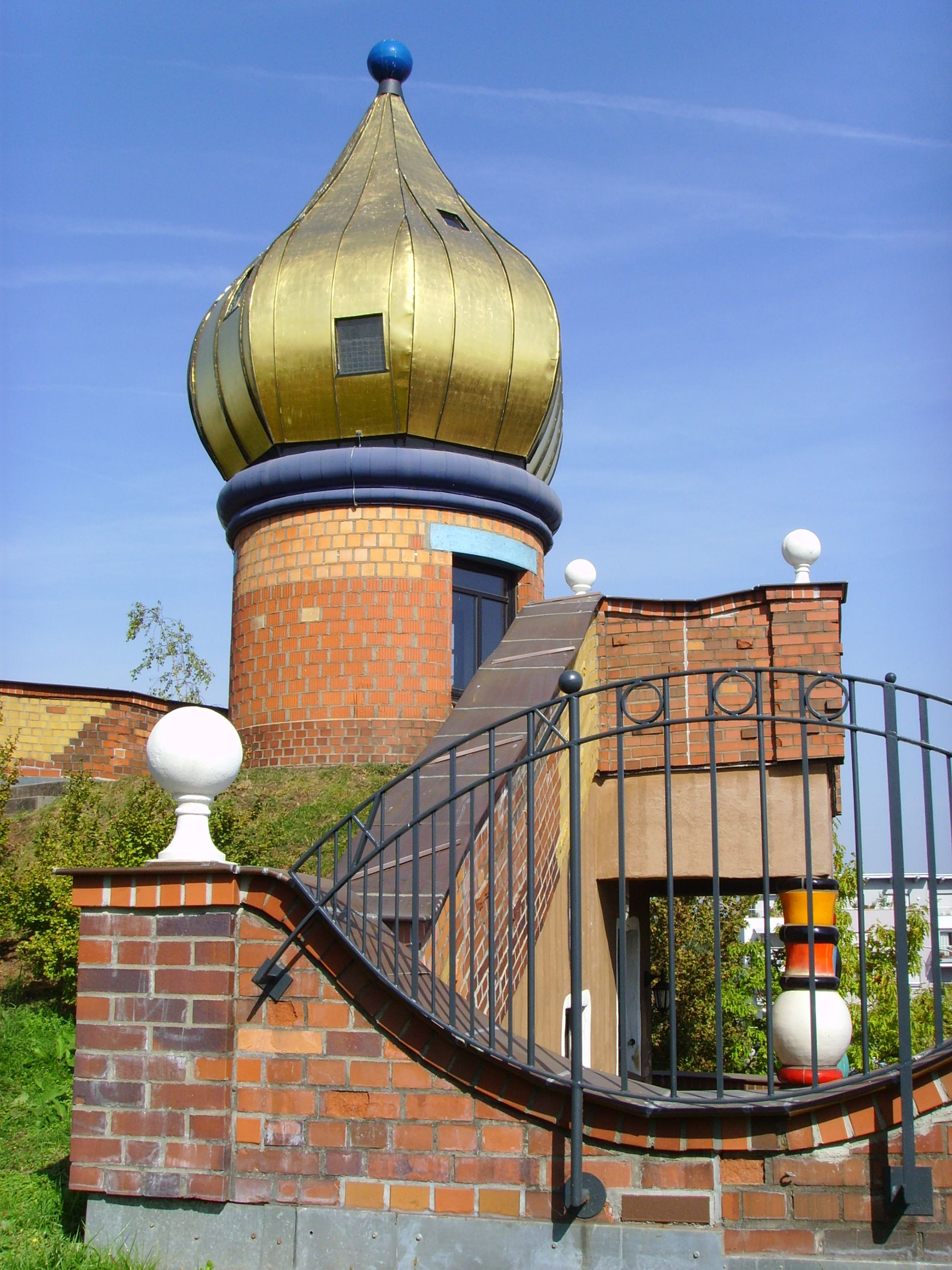
Auf dem Dachgarten

Die Hundertwasser-Kindertagesstätte am Kupferhammer 93 in Frankfurt am Main-Heddernheim ist „Frankfurts außergewöhnlichstes Haus für Kinder“. Sie heißt offiziell Kindertagesstätte 130 und wurde am 22. Juni 1995 in Anwesenheit Friedensreich Hundertwassers eröffnet, der den künstlerischen Entwurf für das Gebäude erarbeitet hatte. Die Planung erfolgte durch den Architekten Peter Pelikan und das Hochbauamt Frankfurt. Der Betonkern des Gebäudes wurde weitgehend mit Erde überdeckt, in der Gras, Büsche und Bäume wurzeln. In der Kindertagesstätte können ca. 60 Kindergarten- und 40 Hortkinder betreut werden.

## Geschichte
Die Hundertwasser-Kindertagesstätte war eines der ersten Gebäude, das auf dem ehemaligen Gelände der dort bis 1982 angesiedelten Vereinigten Deutschen Metallwerke (VDM) errichtet wurde; Grundsteinlegung war am 20. Dezember 1988. Für ihren Bau am Rande des geplanten neuen Siedlungsgebiets Mertonviertel/Riedwiese hatte die Stadt Frankfurt auf Anregung ihres Kulturdezernenten Hilmar Hoffmann 7,58 Millionen Mark bereitgestellt. Nach der Fertigstellung entdeckte man jedoch, dass die gesamte Umgebung mit teils hochgradig giftigen Kohlenwasserstoffen und Schwermetallen belastet war, auch der Boden unter der Kindertagesstätte. Zeitweise stand daher ein Abriss des Neubaus zur Diskussion, letztlich entschloss man sich aber, nur das angrenzende Gelände mehrere Meter tief auszubaggern und gegen unbelastete Erde auszutauschen. Die Beseitigung der Altlasten kostete rund eine Million Mark, wovon der Rechtsnachfolger der VDM 90 % übernahm.
Als das langwierige Sanierungsverfahren abgeschlossen war, drohte Friedensreich Hundertwasser 1994 der Stadt Frankfurt eine Klage wegen Verletzung seines Urheberrechts an, da sein Konzept einer hügelig-verwaldeten Dachlandschaft aus Kostengründen nur unzureichend realisiert worden sei. Im Ergebnis setzte Hundertwasser durch, dass zusätzliche Erde aufgetragen und zwei Dutzend Bäume – u. a. Buchen, Eichen, Linden, Ginkgo – gepflanzt wurden.
Der Erlös aus dem Verkauf von Kopien einer von Hundertwasser gestifteten Lithografie des Kindergartens ermöglichte schließlich auch noch die Vergoldung der beiden zuvor zinkfarbenen Zwiebeltürme.

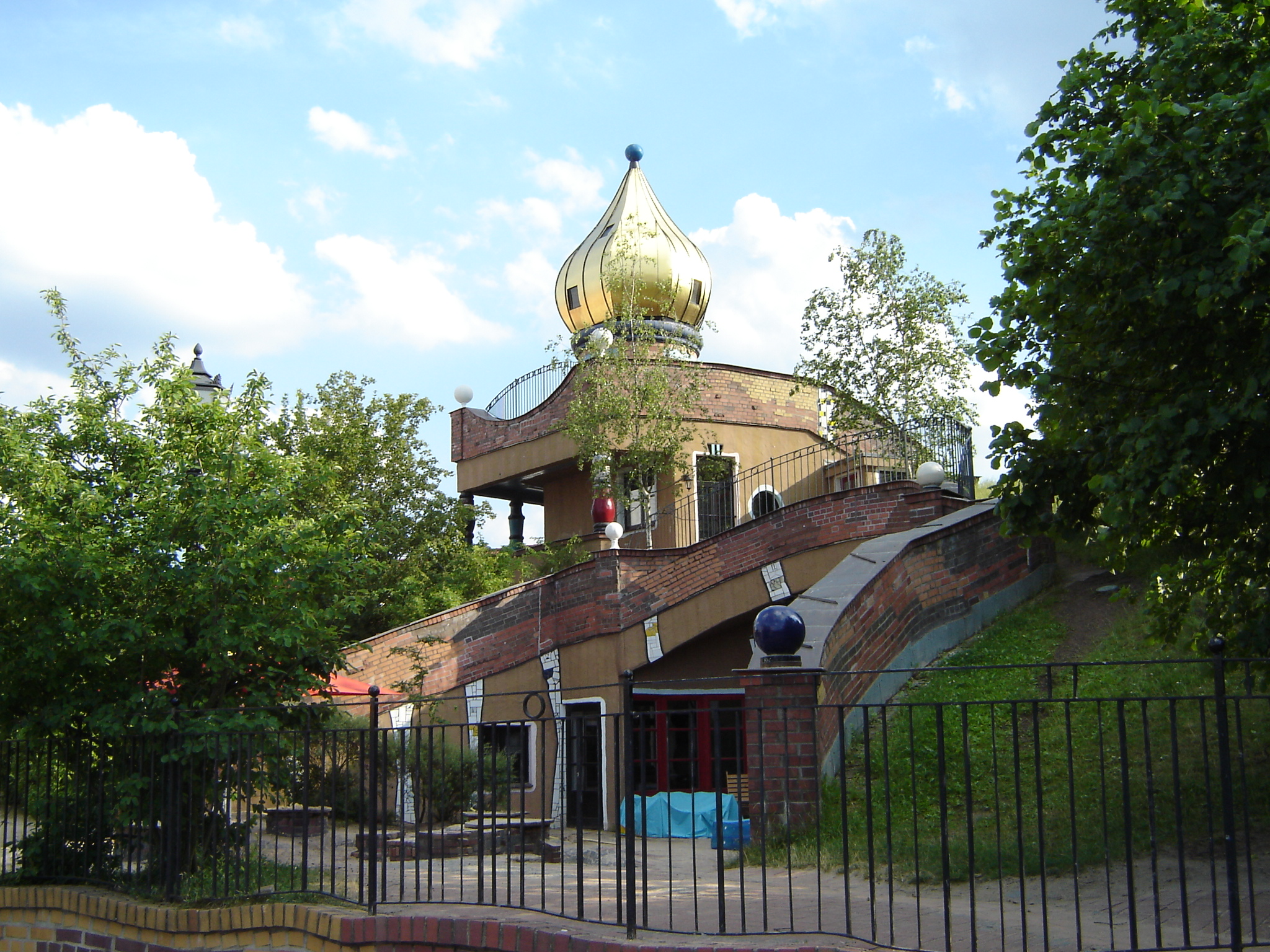
Der Blick von Norden
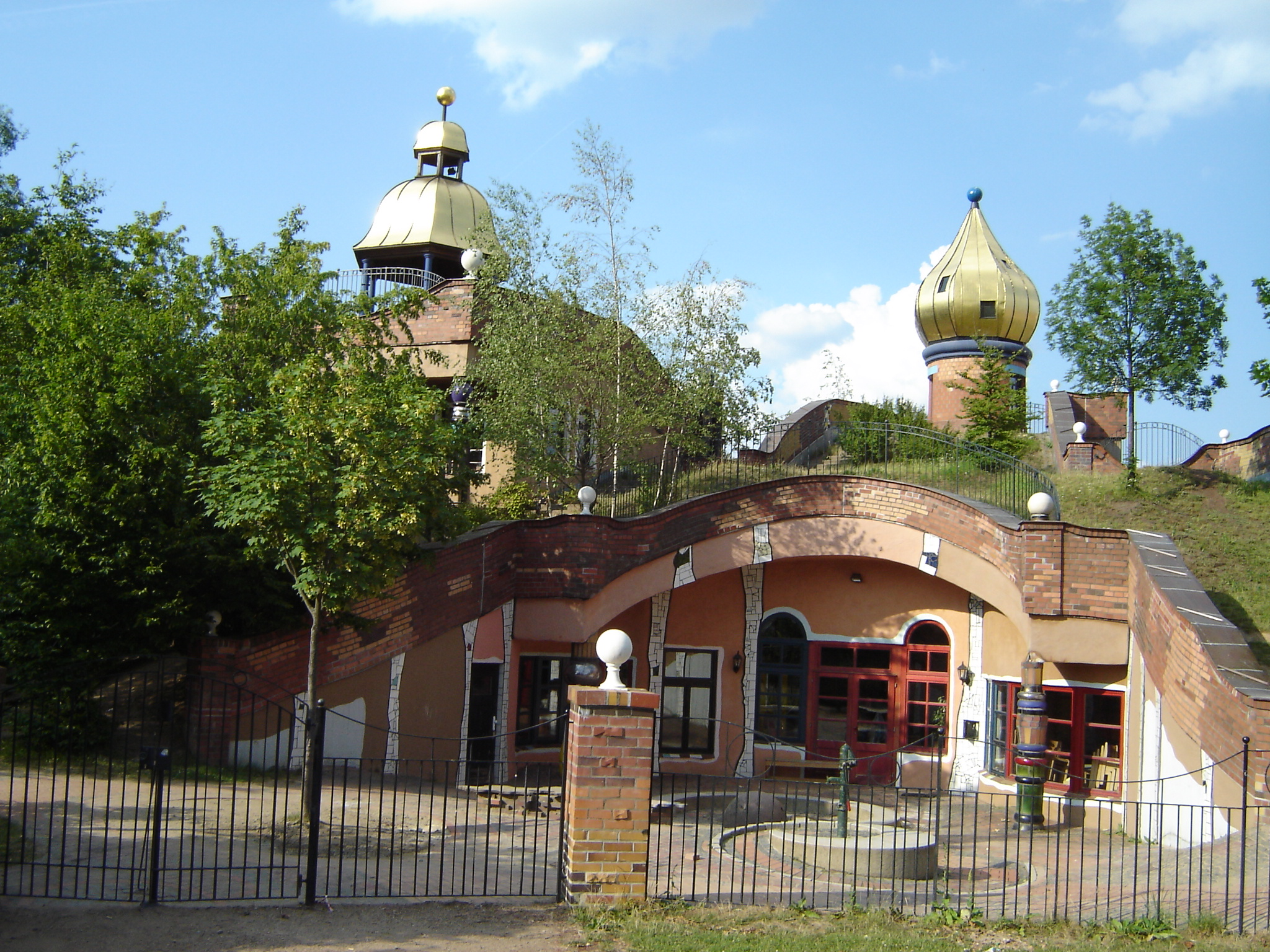
Der Blick von Südwesten
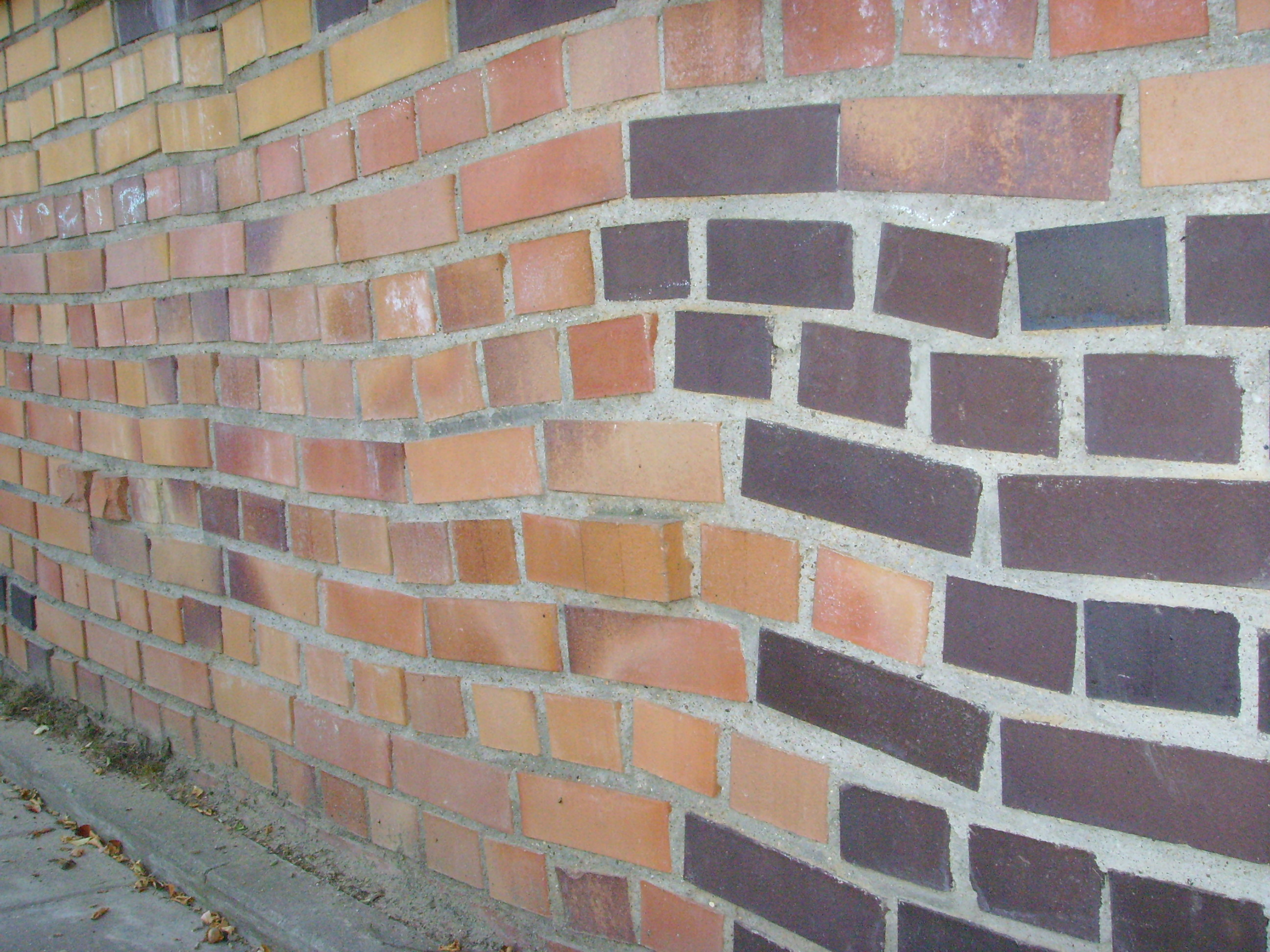
Die Außenmauern sind „schief“ gemauert …
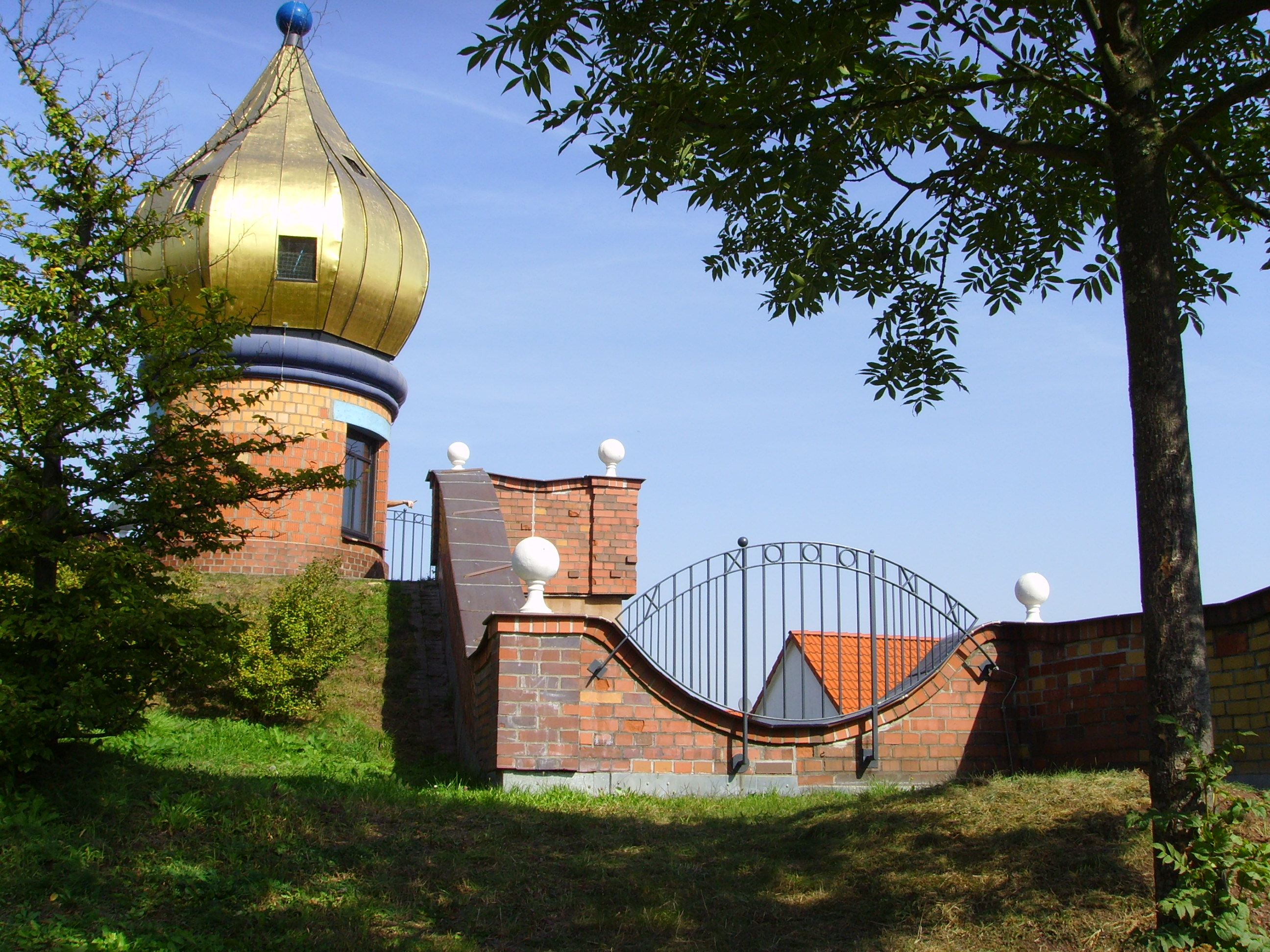
… und auch die Ziegelsteine des Dachgartens sind uneinheitlich.
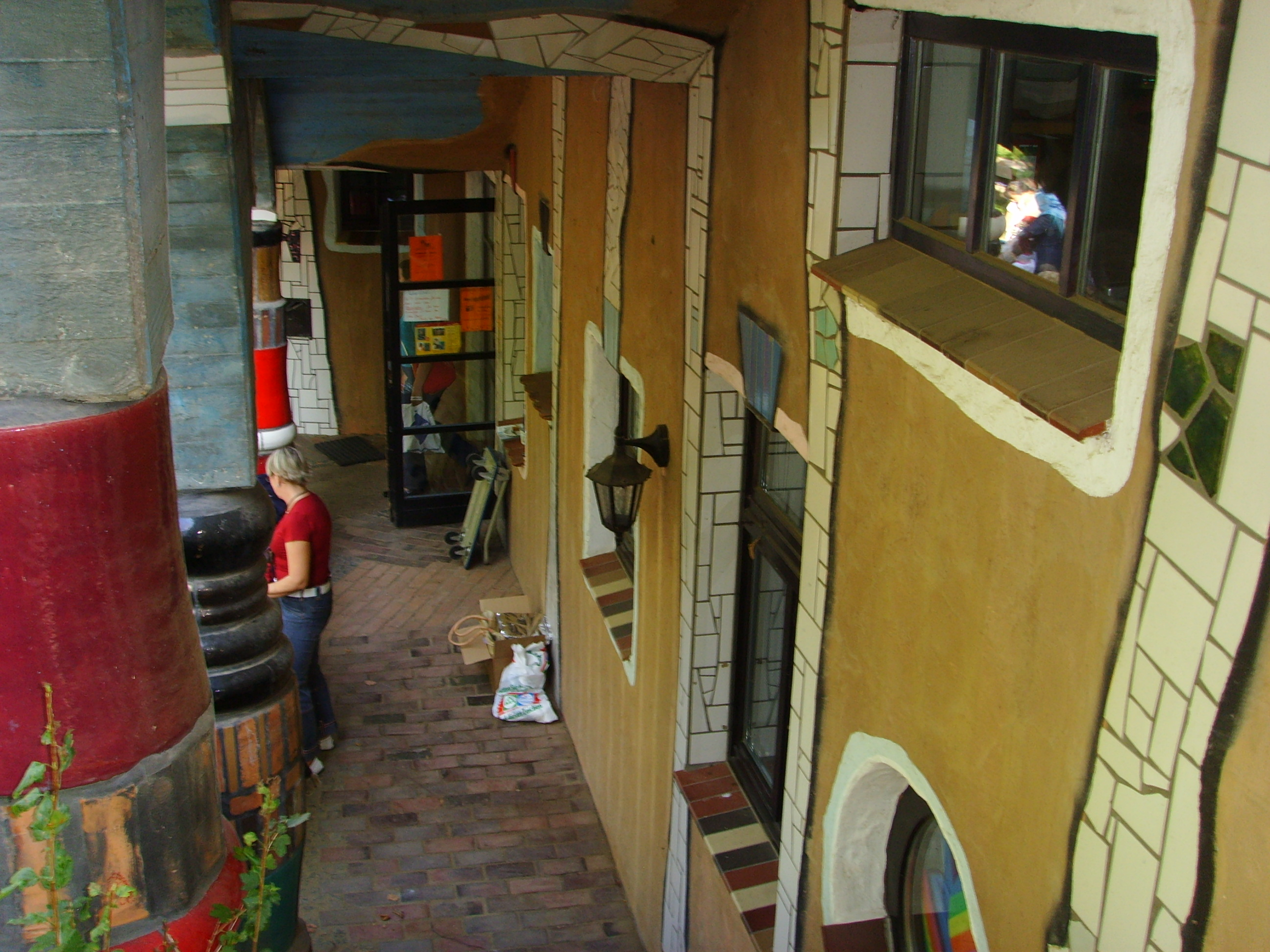
Dem Haupteingang sind Säulen vorgesetzt …
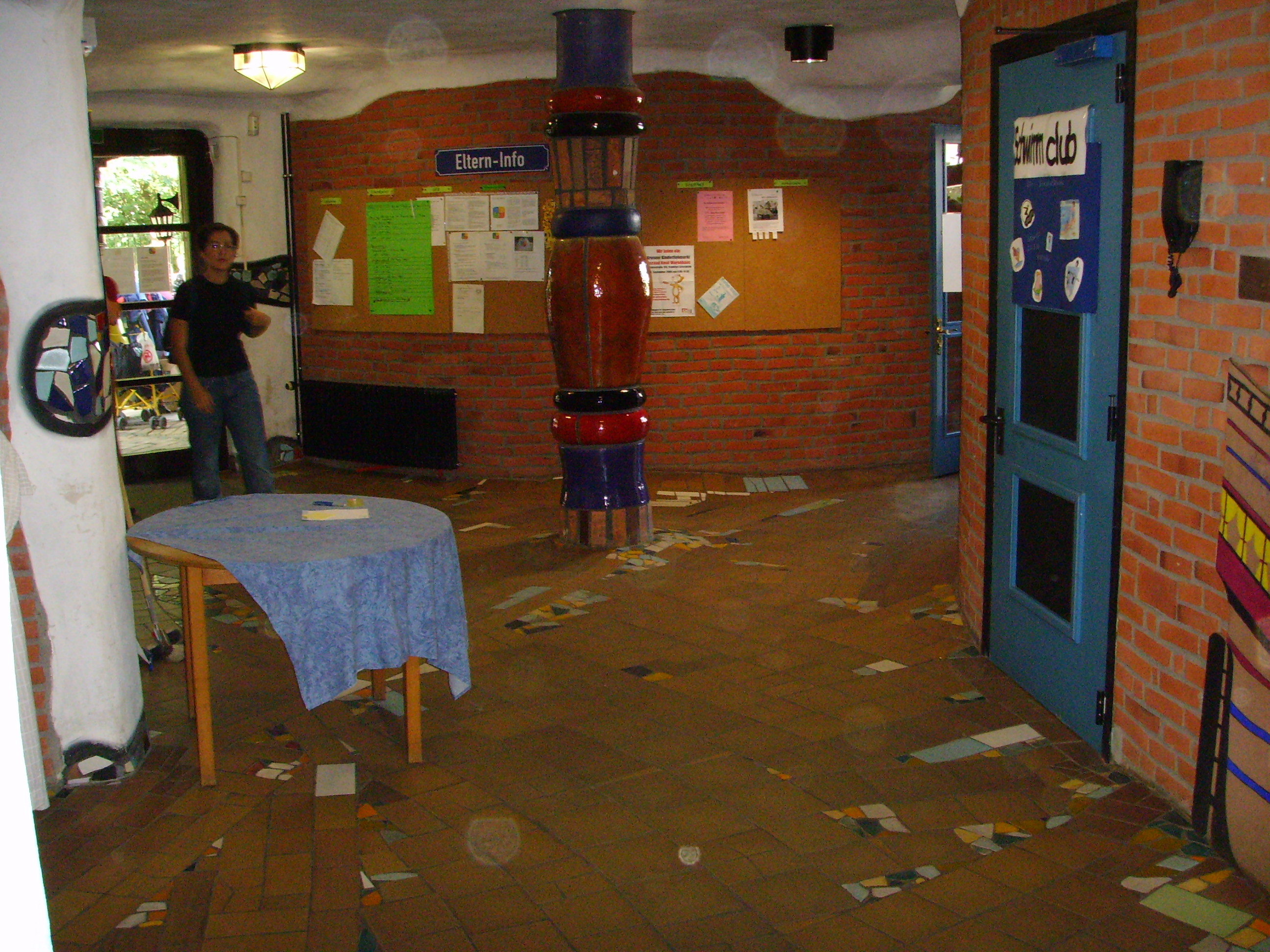
… und eine Säule stützt auch den Flur im Erdgeschoss.
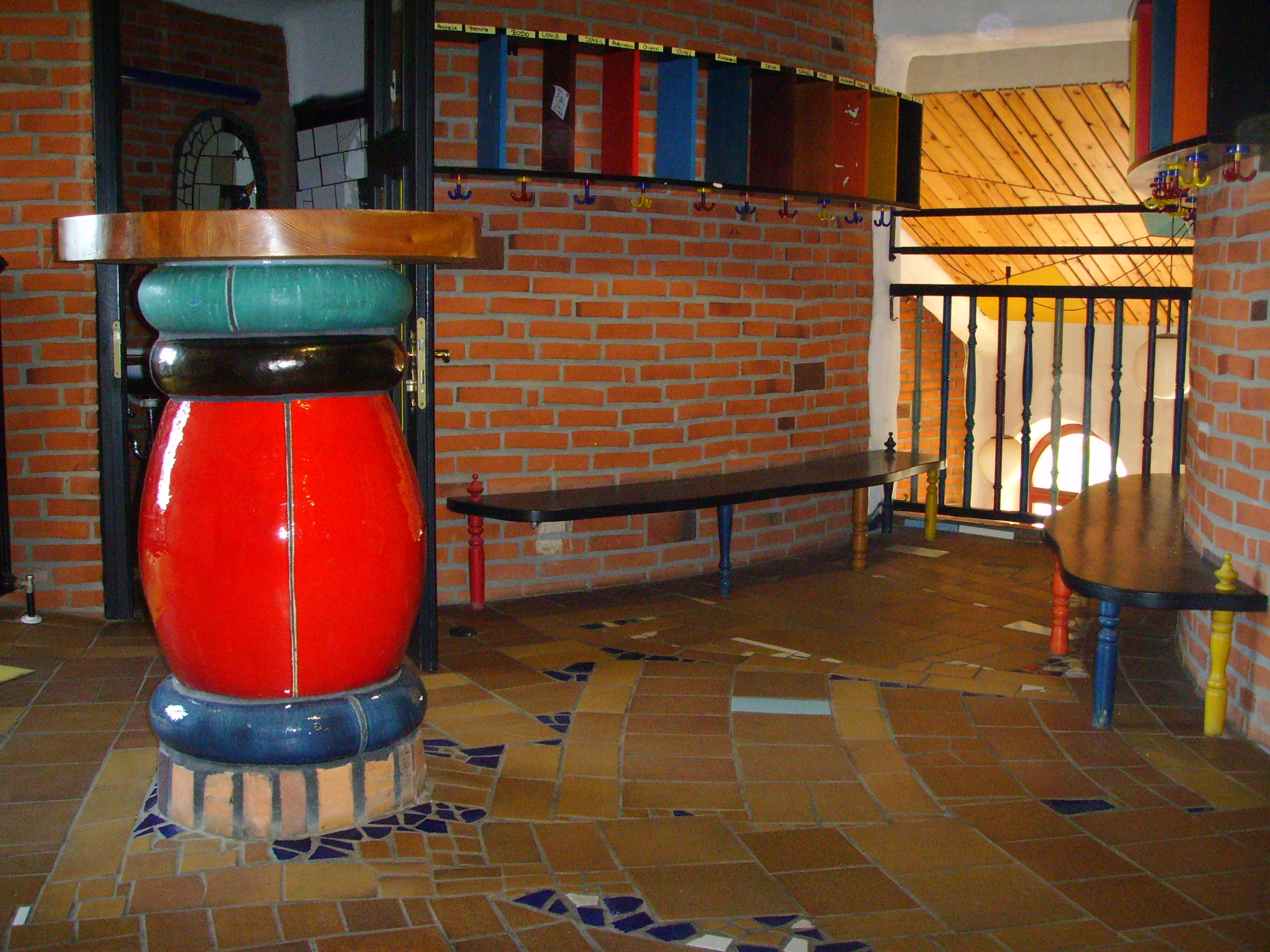
Der Flur im Obergeschoss …
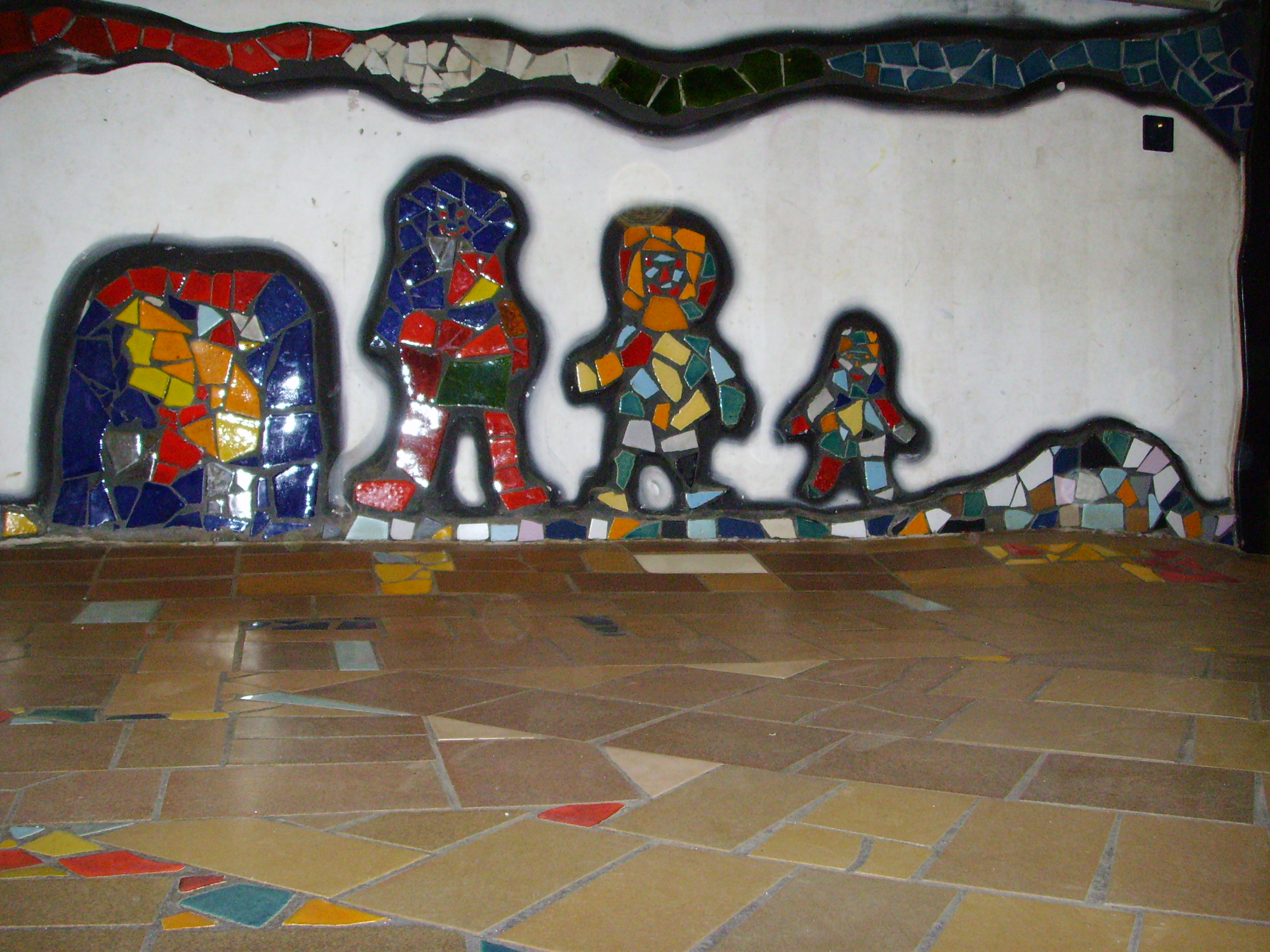
… hat Mosaike an den Wänden.

## Belege
1. ↑   Wolfgang Pülm: Heddernheim. Die wechselvolle Geschichte eines Frankfurter Stadtteils. Herausgegeben von der Frankfurter Sparkasse, 1996, S. 105.
2. ↑  Kinderzentrum Kupferhammer, früher KITA 130 „Hundertwasser“. Auf: heddernheim.de, zuletzt abgerufen am 20. Mai 2022.
3. ↑  hundertwasserhaus.de (Memento vom 27. Juni 2009 im Internet Archive)

Koordinaten: 50° 9′ 58,8″ N, 8° 38′ 27,4″ O